# Istoria logicii
Istoria logicii este prima treaptă a cunoașterii structurii ordonate a gândirii omenești constând în cercetarea și descripția cronologică a constructelor inteligenței oamenilor începând cu faza apariției conștiinței la om, continuând cu gândirea rațională în tot cursul existenței umanității până în prezent. 
Regula inițială și permanentă a istoriei logicii este considerarea structurilor gândirii materializate în toată diversitatea produselor activității oamenilor. Acestă regulă asigură caracterul de obiect al sistemelor de gândire ce s-au succedat de la apariția omului până în prezent. Cunoașterea sistemului de gândire corectă a fiecărei concretizări istorice umane este accesibilă în prezent numai prin examinarea primordială a produsului muncii fizice și intelectuale a oamenilor din fiecare etapă a istoriei omenirii. Istoria logicii pornește de la ipoteza că există un nucleu de gândire logică (corectă) în fiecare fază de evoluție umană. Cercetarea istorică a gândirii logice se finalizează într-o descripție a succesiunii modurilor corecte de gândire.
Logica formală a fost dezvoltata în antichitate, în China, India, și Grecia. Logica greacă, logica aristotelică în special, a constatat aplicarea pe scară largă de acceptare și în știință și matematică.
Logica lui Aristotel a fost dezvoltata în continuare de către filosofii islamici și creștini, în Evul Mediu, atingând un maxim la mijlocul secolului al-XIV-lea. Perioada dintre secolul XIV și începutul secolului al XIX a fost în mare măsură una de declin și neglijență, și este considerată ca fiind stearpă de cel putin un istoric al logicii. [1]
Logica a fost  în mijlocul secolului al XIX-lea, la începutul unei perioade revoluționare atunci când subiectul dezvoltat într-o disciplină riguroasă și formală a cărui model a fost metoda de demonstrație utilizată în matematică. Dezvoltarea modernă a așa-numitei logici simbolice sau matematice în această perioadă este cea mai importantă din istoria a două mii de ani a logicii, și este, fără îndoială, unul dintre cele mai importante evenimente din istoria remarcabilă și intelectului uman.
Progresele înregistrate în logica matematică, în primele decenii ale secolului XX, în special provenite din activitatea lui Gödel și Tarski, au avut un impact semnificativ asupra filosofiei analitice și logicii filosofice, în special începând cu 1950, în subiecte cum ar fi logica modală, logica temporală , logica deontică, logica și relevanță.

## Legături externe
- en Istoria logicii de la Aristotel la Gödel cu bibliografiile adnotate privind Istoria Logicii
- en Bobzien, Susanne. „Ancient Logic”. Stanford Encyclopedia of Phylosophy.
- en Chatti, Saloua. „Avicenna (Ibn Sina): Logic”. Internet Encyclopedia of Philosophy⁠(d).
- en Spruyt, Joke. „Peter of Spain”. Stanford Encyclopedia of Phylosophy.
- en Paul Spade's "Thoughts Words and Things" Introducere în logica medievală târzie și teoria semantică
- en Insights, Images, and Bios of 171 logicians Arhivat în 8 iunie 2015, la Wayback Machine. de David Marans